# Hermann Harms
Hermann  August Theodor Harms, född 16 juli 1870 i Berlin, död 27 november 1942 i Berlin, var en tysk botaniker och taxonom. 
Harms verkade som botaniker vid Botanischer Garten Berlin. Han var även medlem i Preussiska vetenskapsakademien.
Harms var under lång tid redaktör på Adolf Englers Das Pflanzenreich samt författare till flera kapitel i Englers och Carl Prantls Die natürlichen Pflanzenfamilien, däribland kapitlet om ananasväxter 1930. 1938 reviderade han kannrankesläktet genom att dela upp det i undersläktena Anurosperma, Eunepenthes och Mesonepenthes. Utöver detta var han även intresserad av passionsblomssläktet.
Malvaväxtsläktet Harmsia är uppkallat efter honom.
Auktorsnamnet Harms kan användas för Hermann Harms i samband med ett vetenskapligt namn inom botaniken; se Wikipediaartiklar som länkar till auktorsnamnet.